# Montgomeryshire
Montgomeryshire (walisisch: Sir Drefaldwyn) ist eine der dreizehn traditionellen Grafschaften sowie eine ehemalige Verwaltungsgrafschaft von Wales. Historische Hauptstadt ist die Stadt Montgomery. Seit 1974 ist Montgomeryshire ein Teil von Powys.

## Geografie
Die Grafschaft grenzt an Denbighshire, Shropshire, Radnorshire, Cardiganshire und Merionethshire.
Die Landschaft ist vorwiegend gebirgig. Die höchste Erhebung ist der Cadair Berwyn (830 m). Der Severn und der Dyfi sind die wichtigsten Flüsse. Bedeutende Orte neben Montgomery sind Llanfyllin, Machynlleth, Llanidloes, Newtown und Welshpool.
Im Jahr 1961 hatte die Grafschaft 44.228 Einwohner auf 2.064 km².

## Geschichte
Die Grafschaft ist benannt nach Roger de Montgomerie, einem Gefolgsmann Wilhelms des Eroberers.
Bis 1974 war Montgomeryshire eine eigenständige Verwaltungsgrafschaft und wurde dann neben Brecknockshire und Radnorshire einer der drei Districts der neuen Grafschaft Powys. 1996 wurden alle Districts aufgelöst und Powys wurde eine Unitary Authority mit dem Status eines County. Bei der Volkszählung 2001 hatte das Gebiet des früheren Districts Montgomeryshire 59.474 Einwohner.
Der Wahlkreis Montgomeryshire des britischen Unterhauses wurde bis auf eine Wahlperiode ununterbrochen über 100 Jahre lang von den Liberalen gewonnen.